# جری براون
ادموند جرالد براون پسر (به انگلیسی: .Edmund Gerald "Jerry" Brown, Jr)، متولد ۷ آوریل ۱۹۳۸، یک سیاست‌مدار اهل ایالات متحده آمریکا و سی و چهارمین و سی و نهمین فرماندار کالیفرنیا بود. او قبلاً به عنوان دادستان کل ایالت کالیفرنیا و شهردار اوکلند و دو دوره (طی سال‌های ۱۹۷۵ تا ۱۹۸۳) فرماندار کالیفرنیا بوده‌است. او فرزند پت براون است.
براون در حین انتخابات فرمانداری دوره سومش در دوم نوامبر ۲۰۱۰ به عنوان سی و یک امین دادستان کل ایالت کالیفرنیا در حال خدمت بوده‌است.

## تاریخچه انتخابات
- ۱۹۹۸: با ۵۹٪ آراء به عنوان شهردار اوکلند انتخاب شد.
- ۲۰۰۲: با ۶۳٪ آراء مجدداً به عنوان شهردار اوکلند انتخاب شد.
- ۲۰۰۶: با ۶۳٪ آراء در انتخابات داخلی حزب دموکرات برای انتخابات داستانی انتخاب شد.
- ۲۰۰۶: با ۵۶٪ آراء به عنوان دادستان کل ایالت کالیفرنیا انتخاب شد.
- ۲۰۱۰: با ۸۴٪ آراء در انتخابات داخلی حزب دموکرات برای انتخابات فرمانداری انتخاب شد.
- ۲۰۱۰: با ۵۳٪ آراء به عنوان فرماندار کالیفرنیا انتخاب شد.

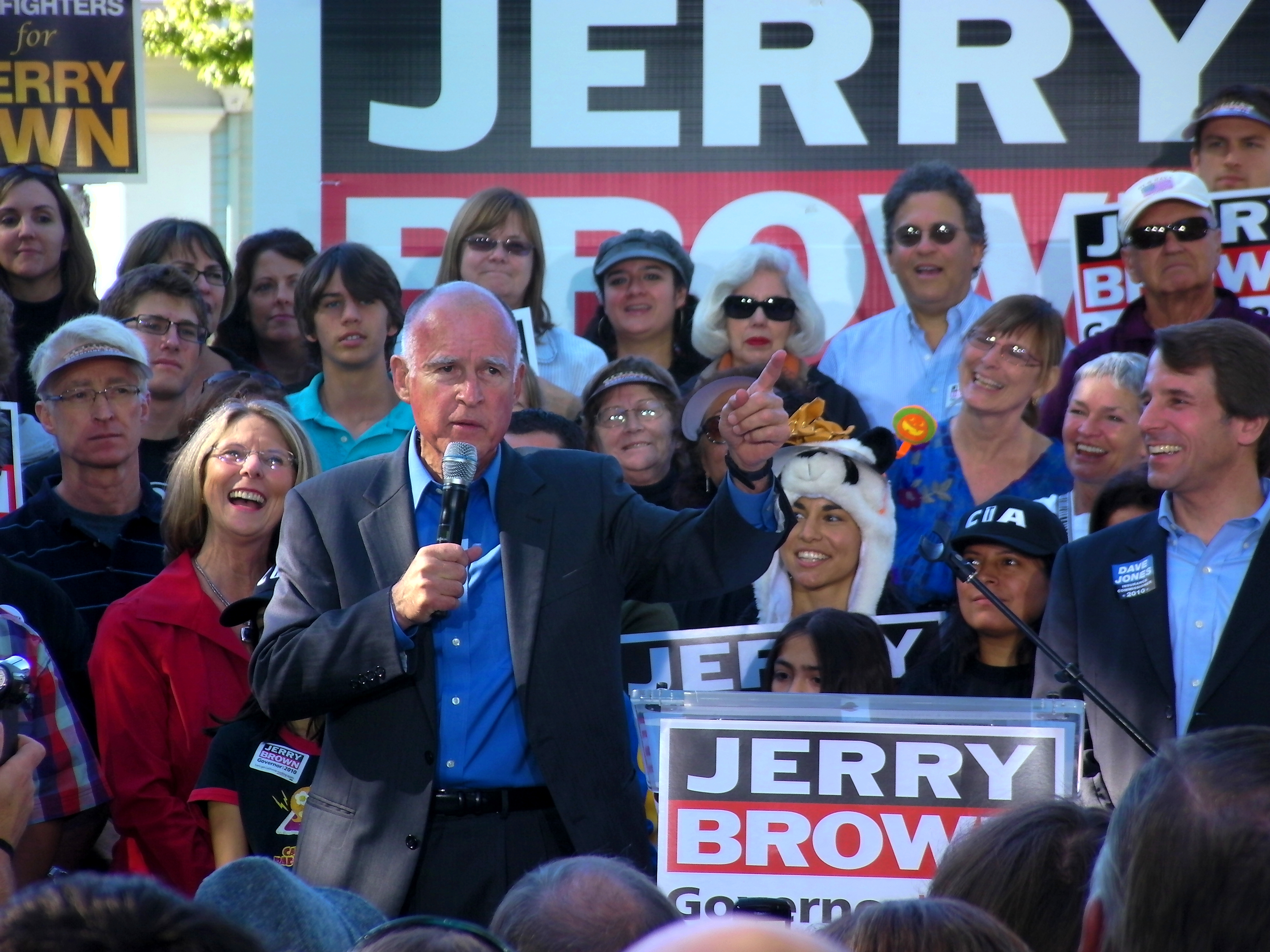
جری براون در تجمع انتخاباتی در ۳۱ اکتبر ۲۰۱۰، دو روز قبل از انتخابات، ساکرامنتو